# Sitio de Ceuta (1790-1791)
El sitio de Ceuta (1790-1791) fue un enfrentamiento militar entre el reino de España y el reino de Marruecos durante la guerra hispano - marroquí de 1790-1791. El cerco a la ciudad supuso el episodio central del conflicto entre los dos países.
El 25 de septiembre el ejército marroquí comenzó a bombardear a la ciudad. Ante la imposibilidad de un ataque por mar, el bombardeo a la ciudad tenía como objetivo abrir alguna brecha en las murallas de la ciudad y penetrar en la misma. Los sitiadores establecieron su cuartel general en el Serrallo e instalaron 14 baterías. No obstante, al comienzo los bombardeos no eran continuados puesto que había negociaciones para acordar una paz entre ambos países.
Durante el sitio fuerzas españolas se trasladaron hasta Ceuta para reforzar su situación. La mayoría de los regimientos llegaron en 1791 entre la tregua y el reinicio de hostilidades. Las fuerzas navales también estuvieron presentes en Ceuta proporcionando continua comunicación entre Ceuta y la España peninsular; especialmente eficaces fueron las lanchas cañoneras inventadas por Barceló.
Los encuentros entre representantes españoles y marroquíes se alternaron con enfrentamientos hasta el día 14 de octubre de 1790 cuando se estableció una tregua.
El sultán Al Yazid propuso suspender las hostilidades para negociar con el gobierno español en Madrid. La tregua duraría desde octubre de 1790 hasta el 15 de agosto de 1791. Durante las negociaciones, los dos países aprovecharon para pertrechar las tropas y aumentar los efectivos. El sultán marroquí pretendía obtener la entrega de Ceuta y los presidios menores o el pago de dinero a cambio de la paz. Carlos IV no aceptó los términos y declaró la formalmente la guerra a Marruecos retornando los enfrentamientos el 15 de agosto de 1791.
Los sitiados observaron que las baterías no eran vigiladas por mucha guarnición cuando la ciudad no era bombardeada y organizaron una salida el 25 de agosto. La ofensiva fue llevada a cabo conjuntamente por la armada, que escoltó a tropas terrestres que salieron de la ciudad para causar graves daños a las baterías de las tropas marroquíes.
En repuesta, los marroquíes lanzaron la mayor ofensiva contra las murallas de la ciudad el 30 de agosto, cuando 8000 hombres acompañados por las baterías intentaron infructuosamente entrar en la ciudad.
El 14 de septiembre el cherif Alí pide negociar al gobernador de Ceuta ante la desmoralización de su ejército y siguiendo la directrices del sultán. A la desmoralización había que añadirle el grave coste económico del asedio, así como el levantamiento de los hermanos del sultán para disputarle el trono.
Las tropas marroquíes fueron retirándose los siguientes días y ya no se bombardeó la ciudad. No obstante, gran parte de la artillería emplazada no fue retirada. Ante la negativa a retirarla, los españoles salieron dos veces durante los meses de septiembre y octubre, produciéndose enfrentamientos y bajas en ambos lados. Las escaramuzas en torno a las zonas utilizadas por los sitiadores se mantendrían hasta la firma del tratado de paz.